# 阿尔库尼亚诺
阿尔库尼亚诺（義大利語：Arcugnano），是意大利威尼托大区维琴察省的一个市镇。总面积41平方公里，人口7884人，人口密度192.3人/平方公里（2009年）。国家统计（ISTAT）代码为024006。